# Калимок (остров)
Остров Калимок (или Голям Калимок) е български дунавски остров, разположен от 437,5 до 441 км по течението на реката в Област Силистра, община Тутракан. Площта му е 1,3 km2, която му отрежда 15-о място по големина сред българските дунавски острови.
Островът се намира северно от низината Побрежие и западно от град Тутракан. Има удължена форма с дължина 3,9 км и максимална ширина от 0,5 км. От българския бряг го отделя канал с минимална ширина от 20 – 30 м, през който е изграден автомобилен мост. Най-голямата му надморска височина е 25 м и се намира в западната му част и представлява около 13 м денивелация над нивото на река Дунав. Изграден от речни наноси и е залесен с канадска топола, върба и черница. При високи дунавски води ниските му части се заливат. Североизточно от него се намира по-малкият остров Радецки, с който периодично се свързва с пясъчна коса. Островът попада изцяло в защитената местност „Калимок-Бръшлен“.

## Топографска карта
- Лист от карта L-35-138. Мащаб: 1 : 100 000.